# وزارت انرژی و آب
وزارت انرژی و آب یکی از وزارتخانه‌های امارت اسلامی افغانستان می‌باشد. در حال حاضر ملا عبداللطیف منصور سرپرست وزیر انرژی و آب می‌باشد.

## پیشینه
- نخستین دستگاه برق‌آبی در زمان امیر حبیب‌الله خان در جبل السراج آغاز به کار نمود که برق مذکور به شهر کابل منتقل گردید و ارگ شاهی و شماری از خانواده‌های کارمندان بلند پایه و نزدیکان دربار از نور برق آن بهره مند گردیدند. تا زمان سلطنت محمد ظاهر شاه موضوع برق توسط شرکت برق به پیش برده می‌شد.
- پس از تشکیل دولت انتخابی رئیس جمهور حامد کرزی، محمد اسماعیل‌خان را به عنوان وزیر انرژی و آب به پارلمان معرفی نمودند که از جانب پارلمان رای اعتماد ملت را به دست آوردند.[۲]

## وظایف
وظایف عمده این وزارت در بخش انرژی شامل طرح و تدوین پالیسی، قانون، پلان انکشاف بخش انرژی؛ سروی، طراحی و انجینیری زیربناهای جدید تولید، تورید، انتقال و توزیع انرژی؛ تأمین انرژی برق ادارات و مؤسسات صنعتی؛ تأمین مصونیت انرژی برق مورد نیاز کشور و ترویج استفاده از منابع قابل تجدید انرژی؛ و مساعد نمودن زمینه برای سرمایه‌گذاری خصوصی در بخش انرژی برق می‌باشد. 
وزارت انرژی اخیرا توسط قیومی ازبین رفت

## وزیرها
| شماره                                | تصویر | وزیر                 | تصدی        | مدت   | حزب          | رئیس‌جمهور |
| ------------------------------------ | ----- | -------------------- | ----------- | ----- | ------------ | --------- |
| جمهوری اسلامی افغانستان (۲۰۰۱–اکنون) |       |                      |             |       |              |           |
| ۱                                    |       | محمد شاکر کارگر      | ۲۰۰۱ ۲۰۰۵   | ۴ سال | مستقل        | حامد کرزی |
| ۲                                    |       | محمد اسماعیل‌خان      | ۲۰۰۵ ۲۰۱۳   | ۸ سال | جمعیت اسلامی | حامد کرزی |
| ۳                                    |       | محمد عارف خان نور زی | ۲۰۱۳ ۲۰۱۴   | ۱ سال | مستقل        | اشرف غنی  |
| ۴                                    |       | علی‌احمد عثمانی       | ۲۰۱۵ ۲۰۱۹   | ۴ سال | مستقل        | اشرف غنی  |
| ۵                                    |       | محمدگل خلمی          | ۲۰۱۹ تاکنون | ۲ سال | مستقل        | اشرف غنی  |